# Богін Михайло Синайович
Михайло Синайович Богін (рос. Михаил Синаевич Богин; нар. 4 квітня 1936, Харків, УРСР) — радянський і російський кінорежисер та сценарист українського походження.

## Біографія
Михайло Богін народився 4 квітня 1936 року в Харкові. На початку німецько-радянської війни разом з батьками евакуйований у Свердловськ. Батько працював у Наркоматі середнього машинобудування СРСР.
У 1975 році емігрував з СРСР.

### Освіта
У 1954—1956 роках навчався в Ленінградському політехнічному інституті.
У 1962 році закінчив режисерський факультет ВДІКа (майстерня Лева Кулешова).

### Сім'я
- Батько - Синай Абрамович Богін (1905—?)[3], інженер
- Мати - Анна Зиновіївна Локшина (1909—?), конструкторка

## Фільмографія
- 1965 — «Двоє» — режисер і співавтор сценарію (з Юрієм Чулюкіним)
- 1967 — «Зося» — режисер[4]
- 1970 — «Про кохання» — режисер і співавтор сценарію (з Юрієм Клепіковим)[5]
- 1973 — «Шукаю людину» — режисер
- 1981 — «Очевидець» — актор (роль Шломо Купріна)
- 1981 — «Пророків у своїй Вітчизні немає»[6] — режисер
- 2007 — «Дім на англійському узбережжі» — режисер і сценарист
- 2008 — «Бідний мій Марат» — режисер

## Нагороди
- 1965 — Нагорода Міжнародної федерації кінопреси[7] та Золотий приз у номінації короткометражних фільмів Московського міжнародного кінофестивалю за фільм «Двоє».